# Hiroshi Kaneda
Hiroshi Kaneda (金田宏; Kaneda Hiroshi, 1953) es un astrónomo japonés y descubridor de planetas menores de Sapporo, en la prefectura más septentrional de Japón.
Kaneda se posiciona entre los descubridores individuales de planetas menores más prolíficos del mundo. El Minor Planet Center le atribuye el codescubrimiento de 705 planetas menores enumerados entre 1987 y 2000, todos ellos en colaboración con el astrónomo Seiji Ueda. Además de astrónomo, Kaneda es programador informático y desarrolla software astronómico. 
El asteroide del cinturón principal (4677) Hiroshi, descubierto por Atsushi Takahashi y Kazurō Watanabe en Kitami en 1990, lleva su nombre.